# Kamenné lázně
Kamenné lázně jsou jednou z lázeňských budov severočeského města Teplice, jeho čtvrti Šanov. Lázně jsou zaměřeny na léčbu nemocí pohybového a nervového ústrojí.

## Historie

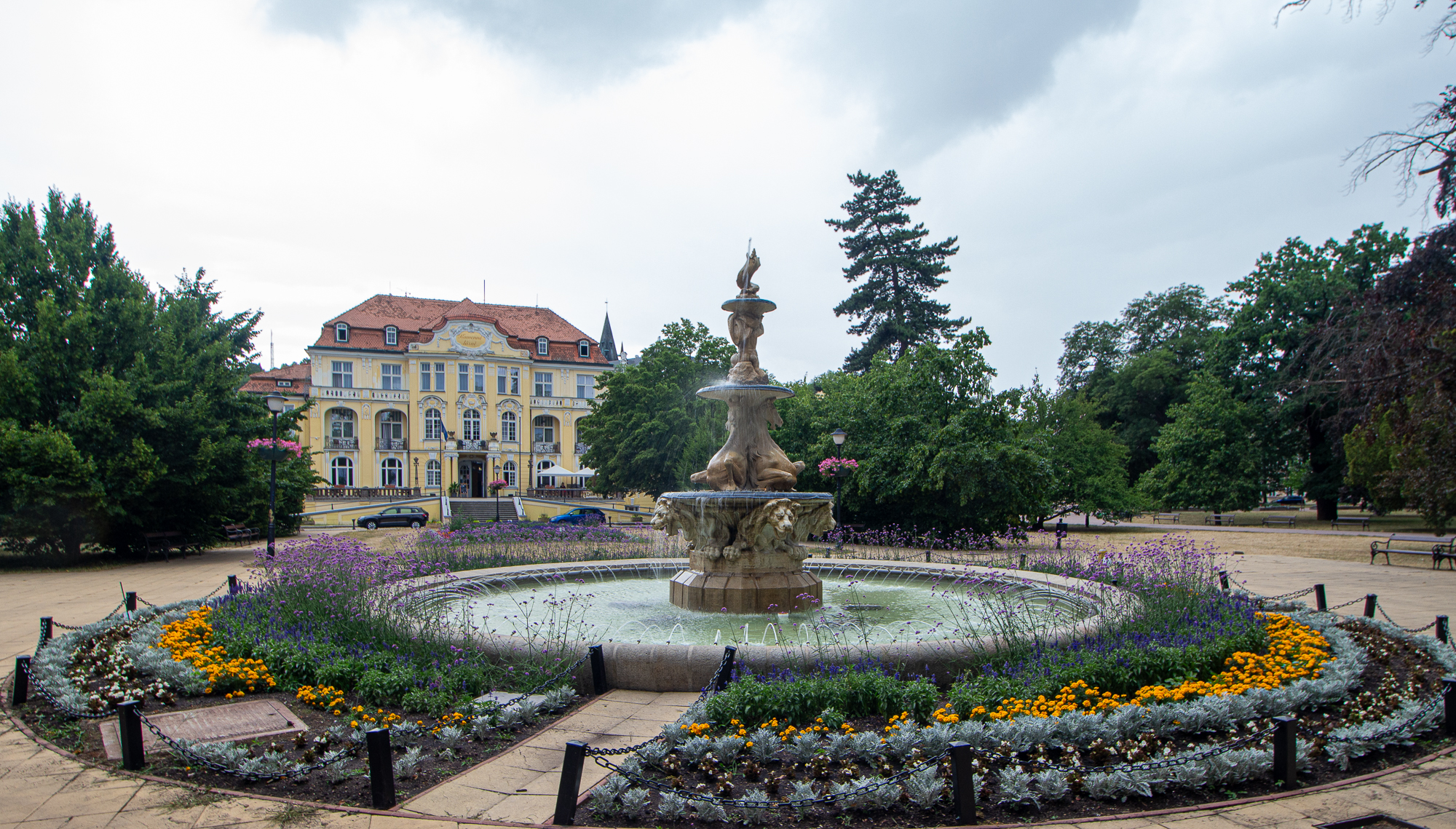
Kamenné lázně s parkem a fontánou.

Byly postaveny v lázeňském městečku Šanov (dnes je čtvrtí Teplic) původně ze dřeva v roce 1800, tehdy jejich budova byla pokryta šindelem. Již dva roky poté byla postavena budova nová, kamenná. Nebyly to však první zděné lázně Šanova, o šest let dříve je předběhly nedaleké Hadí lázně. I tato původní stavba byla nahrazena v roce 1911 novou, v novobarokním slohu a byla několikrát přestavována. Šanov byl povýšen na město roku 1884 a připojen administrativně k Teplicím v roce 1895. Budova je státem chráněná kulturní památka ČR.

## Lázeňský dům Jirásek
Administrativně se stal součástí (dependence) Kamenných lázní také lázeňský dům Jirásek, od hlavní budovy vzdálený 100 metrů, který nabízí hostům ubytování.

## Poskytované služby
V lázních se léčí zejména nemoci pohybového ústrojí, pacienti po ortopedických operacích kloubů. Jsou zde poskytovány termální koupele, elektroléčba, plynové injekce a řada dalších lázeňských procedur. K dispozici je i solná jeskyně. Lázně poskytují také ubytování a stravování.

## Umístění

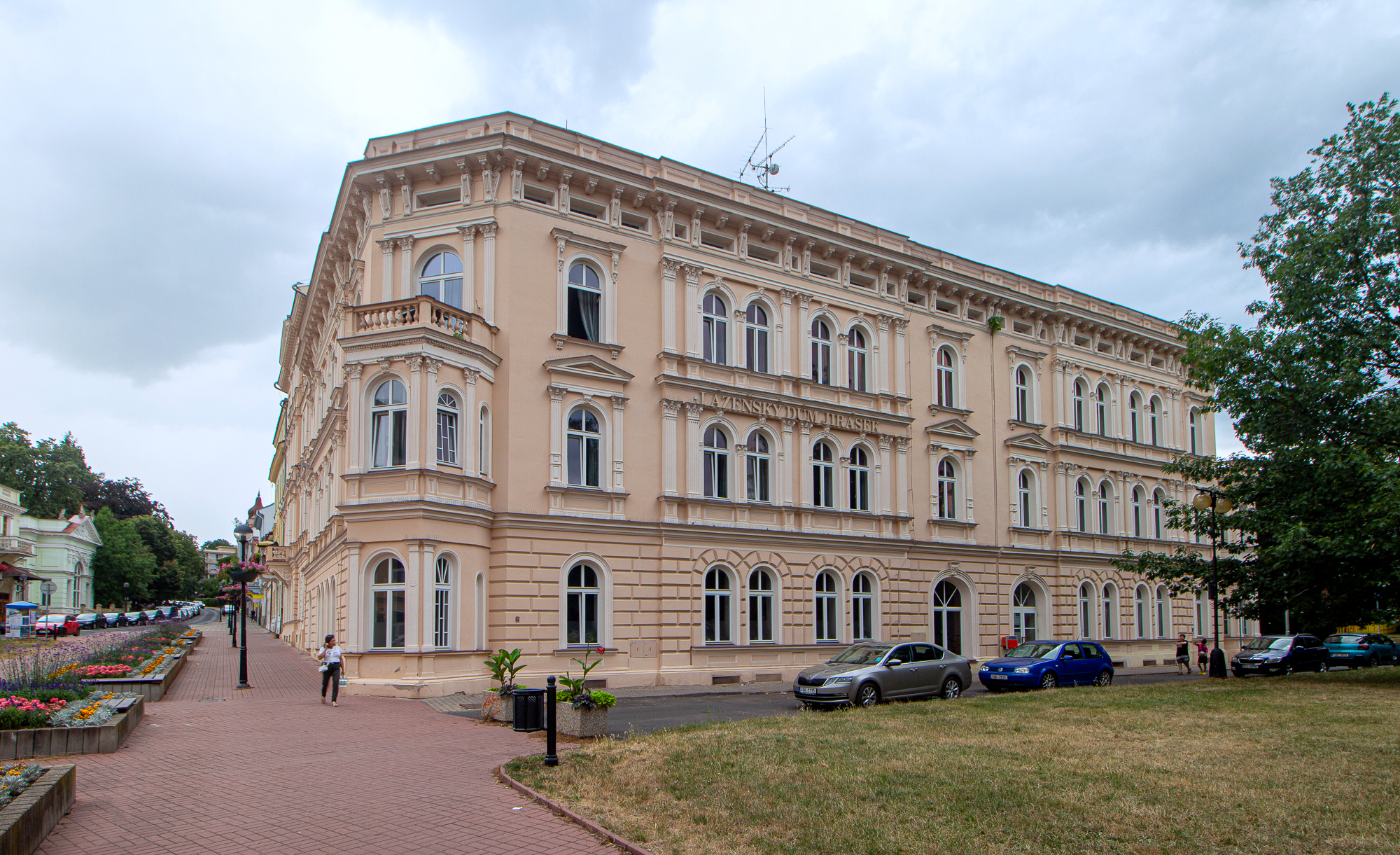
Lázeňský dům Jirásek.

Lázně jsou ve čtvrti města Teplice, s úřední adresou U Hadích lázní 1470, 415 01 Teplice. Z jejich druhé strany je ulice U Kamenných lázní a křižovatka s vyústěním Lípové ulice. Před hlavním vchodem je park Sady Čs. armády, poblíž je několik dalších lázeňských budov.
Do čtvrti je vedena doprava MHD, přímo u lázní mají svou zastávku trolejbusové linky 106 a 111 a autobusová linka číslo 122. Přes park je vedena vyznačená turistická trasa.